# 白兔潭镇
白兔潭镇，是中华人民共和国湖南省株洲市醴陵市下辖的一个乡镇级行政单位。

## 历史沿革
该地区曾经濒临渌水支流的澄潭江，江中水潭底有白色石头形状似兔子，该水潭也被称为“白兔潭”，白兔潭镇由此得名。1958年，镇域属于浦口公社。1961年，白兔潭公社由浦口公社析出。1984年，白兔潭公社改置为镇。

## 地理
白兔潭镇驻地曾经濒临渌水支流的澄潭江，现今澄潭江已经改道，但仍然流经镇域。镇内另有荷田水库等湖泊。白兔潭镇内曾经有一座煤矿，年产量6万公吨。但已经于2015年9月关闭。

## 行政区划
白兔潭镇下辖以下地区：
白市社区、金牛社区、湖下村、田心村、氽溪村、洙塘村、黄甲村、栎塘村、峤岭村、蛇青村、山水村和泉园村。